# Lemuel Francis Abbott

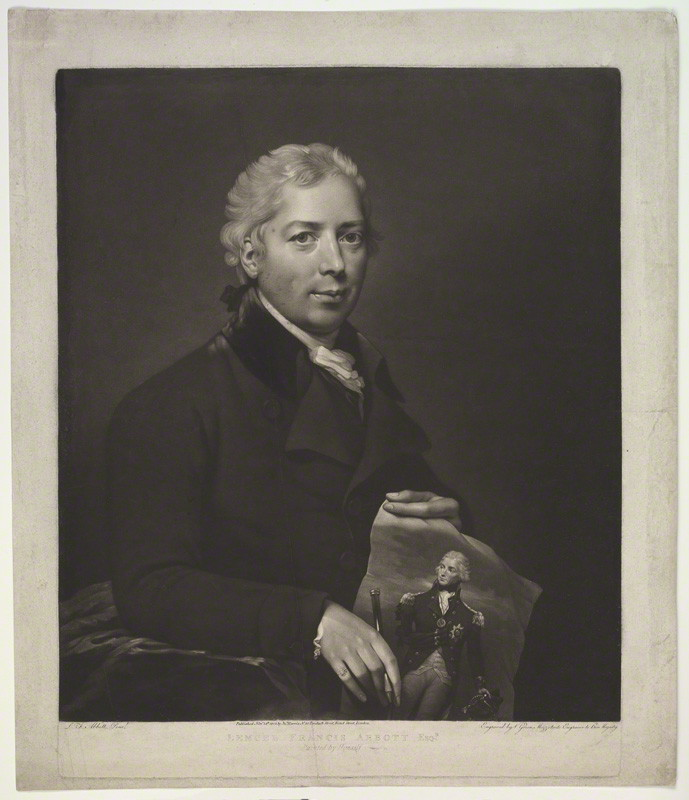
Lemuel Francis Abbott
(1805), Valentine Green

Lemuel Francis Abbott (graafschap Leicestershire, ca. 1760 - Londen, 5 december 1802) was een Engels portretschilder uit de 18e eeuw. Hij was de zoon van een geestelijke.
Abbott was een leerling van Francis Haymans (vanaf 1775) en maakte naam als portretschilder in marinekringen. Zijn bekendste portret is waarschijnlijk dat van Horatio Nelson dat hangt in de Terracotta Room in 10 Downing Street, de residentie van de Engelse eerste minister.
Hij stelde ook tentoon bij de Royal Academy, maar werd er nooit lid van. Hij werd gek op ongeveer veertigjarige leeftijd en werd verzorgd door dokter Thomas Munro, de hoofdgeneesheer in het Bethlem Hospital en een specialist in geestesziekten. Munro had ook al koning George III (1738-1820) behandeld.

## Galerij

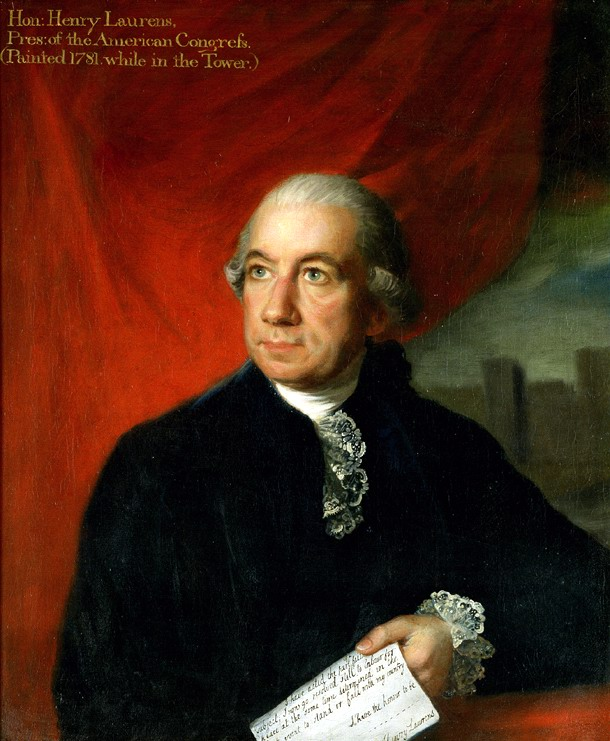
Koopman Henry Laurens (ca. 1781)
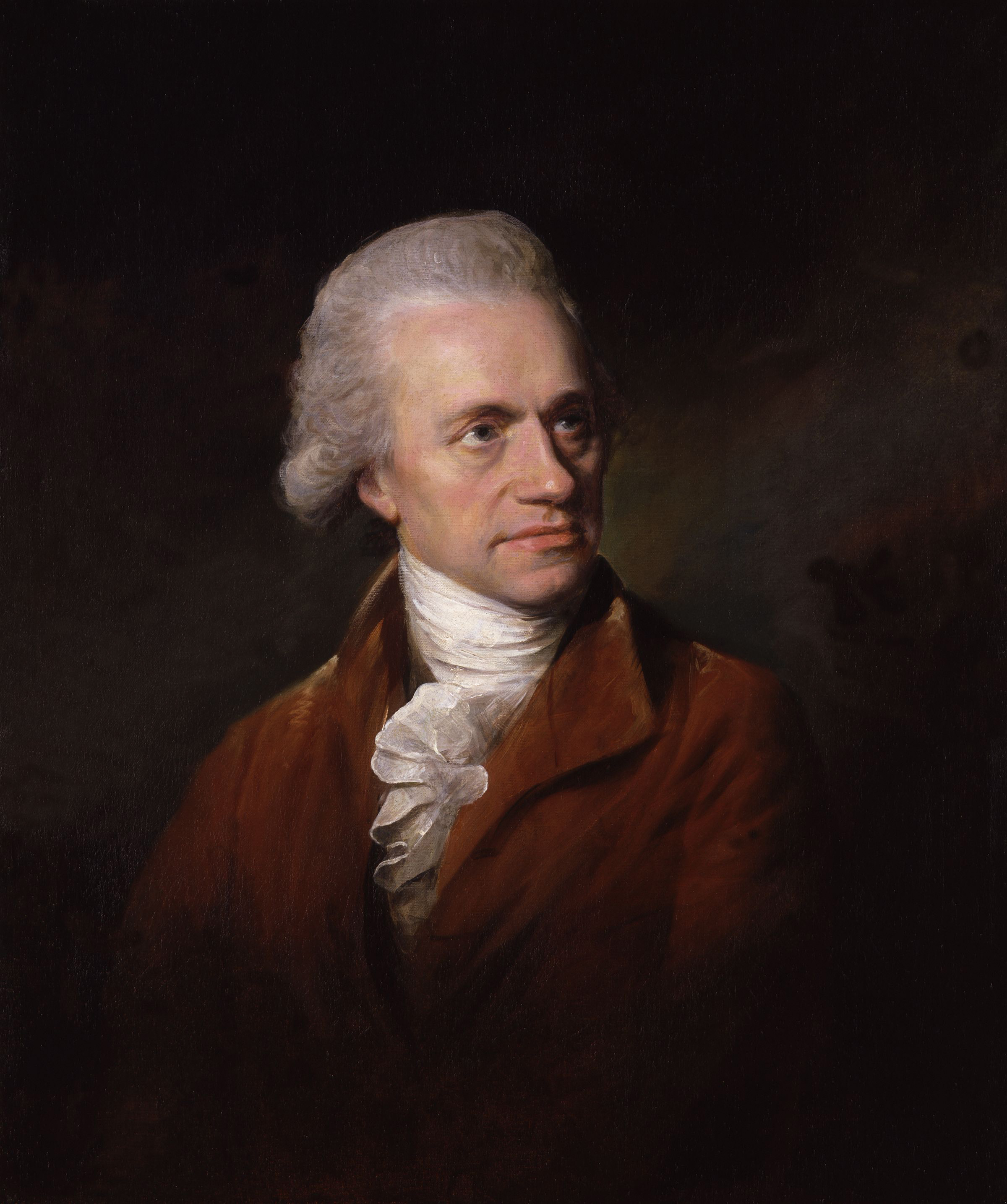
Astronoom William Herschel (1785)
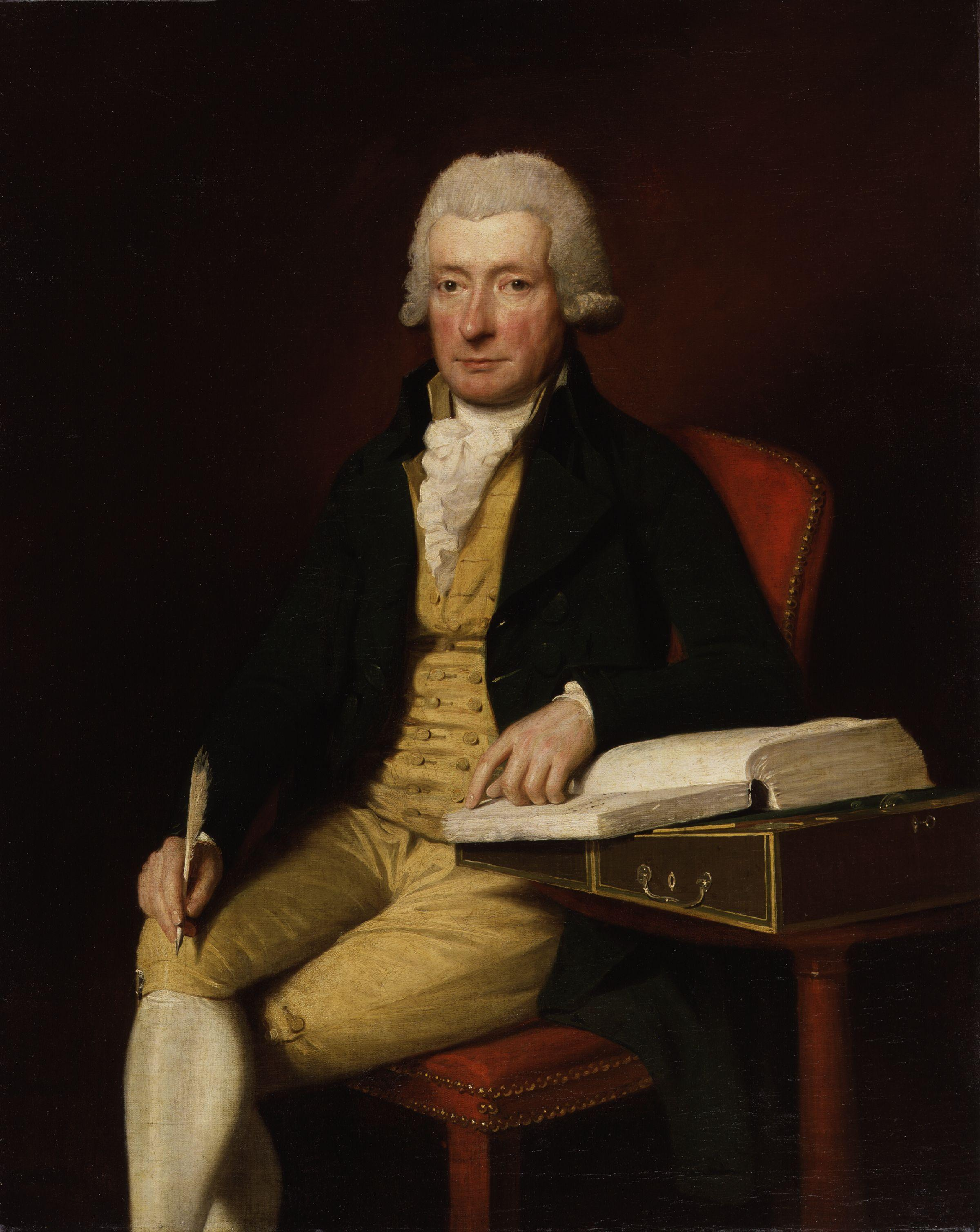
Dichter William Cowper (1792)
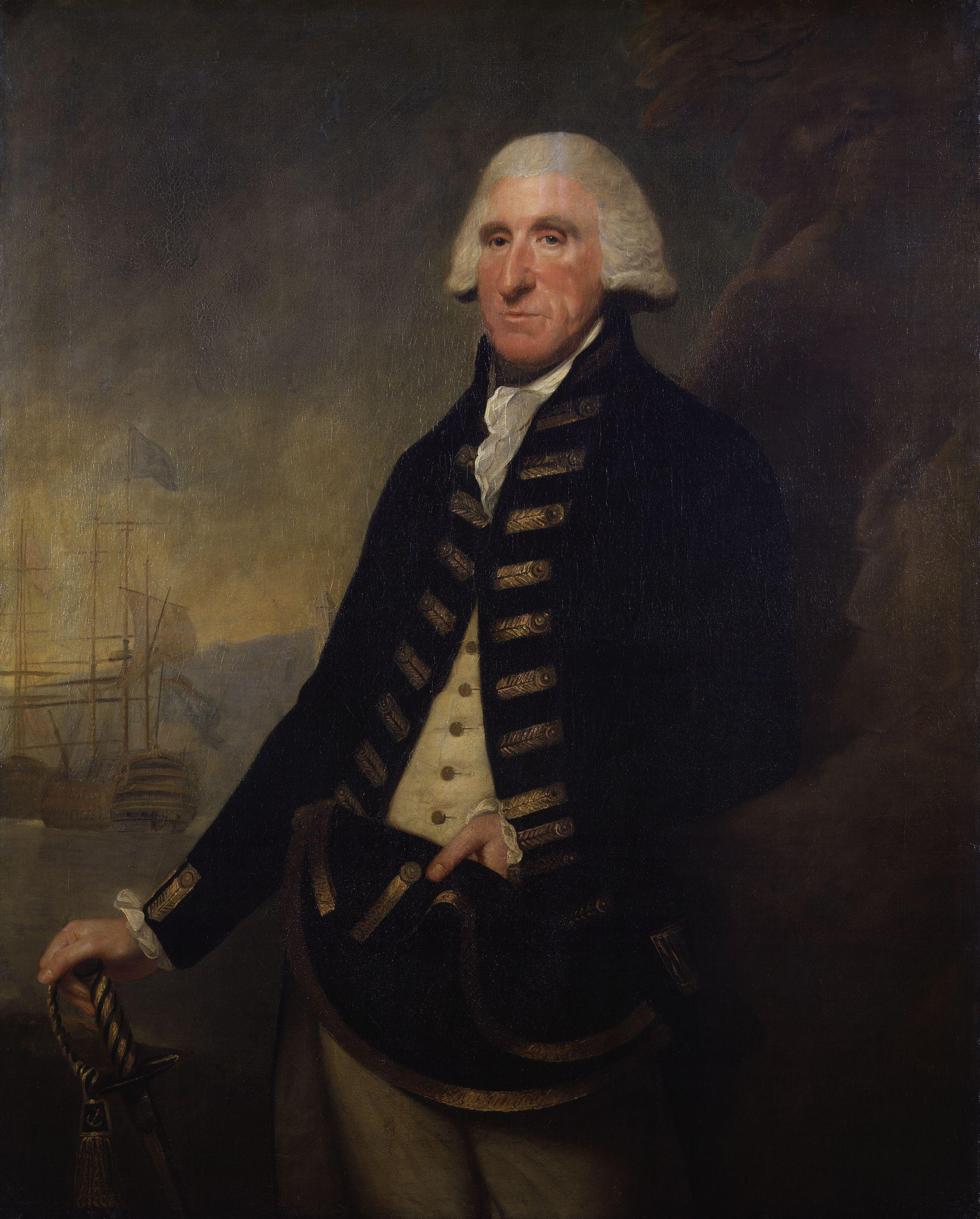
Officier Samuel Hood (1795)
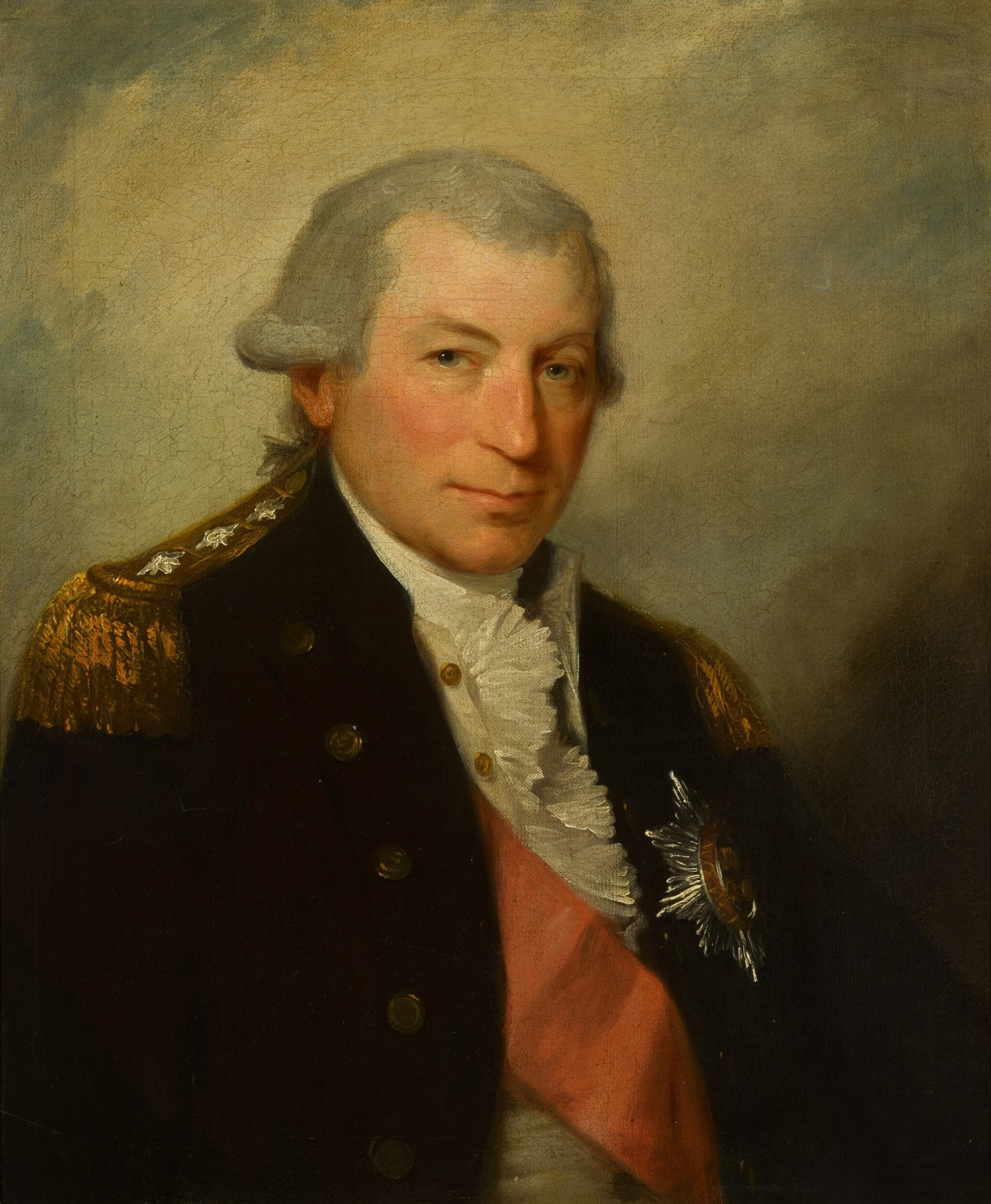
Admiraal Earl St Vincent (1795)
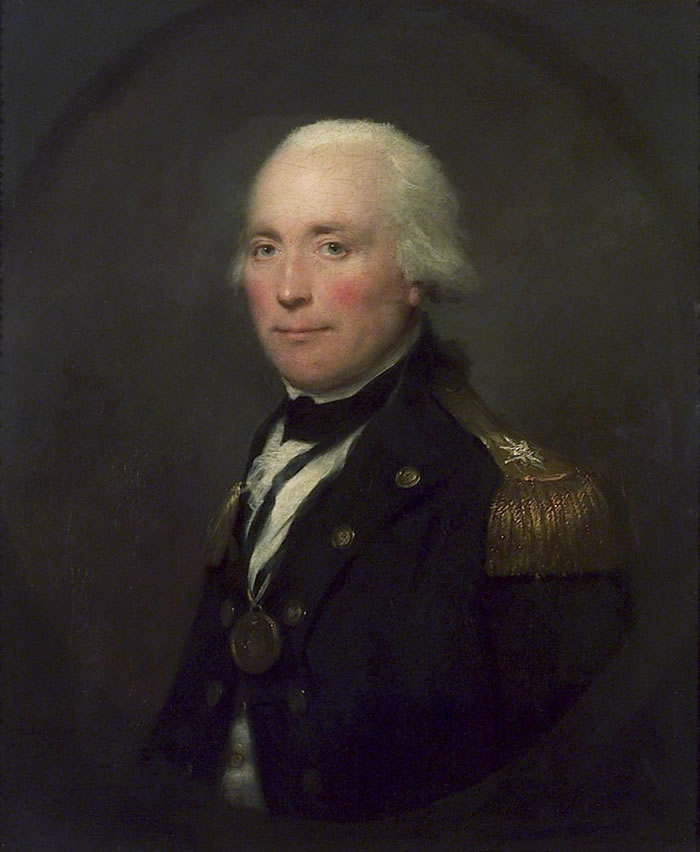
Admiraal Robert Calder (1797)
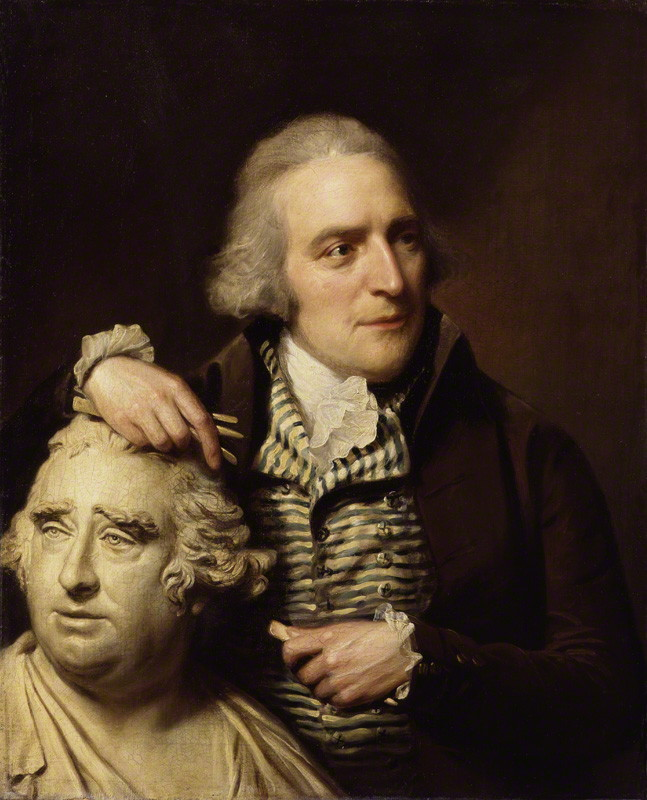
Beeldhouwer Joseph Nollekens (ca. 1797)
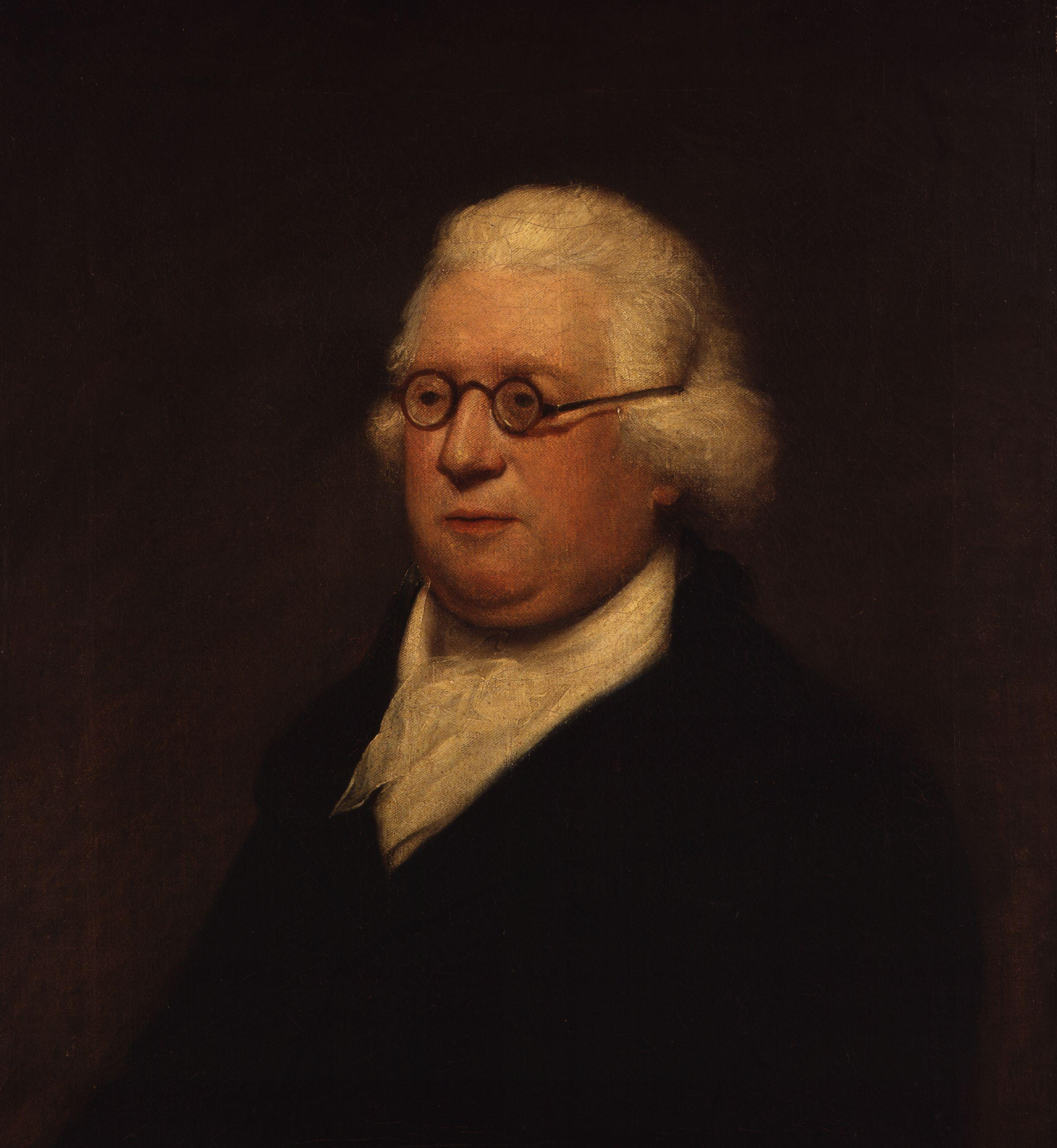
Componist James Hook (1800)

- Bibliothèque nationale de France: cb167235659 (data)
- Gemeinsame Normdatei: 1031502688
- International Standard Name Identifier: 0000 0000 8277 1079
- Library of Congress Control Number: nb2008002424
- Nationale bibliotheek van Australië: 35072996
- RKD-Nederlands Instituut voor Kunstgeschiedenis: 150
- Museum of New Zealand Te Papa Tongarewa: 31273
- Trove: 818464
- Union List of Artist Names: 500012143
- Virtual International Authority File: 91413578
- WorldCat: E39PBJbM9HTh7mwgjHt9MHH9jC